# Nelson Carrero
Nelson Carrero (Caracas, Venezuela; 3 de febrero de 1953) es un exfutbolista y entrenador venezolano. Jugaba como centrocampista y su último equipo fue el Caracas Fútbol Club de la Primera División de Venezuela.
Jugó en los equipos Deportivo Galicia, Universidad de Los Andes, Deportivo Italia, Club Sport Marítimo y Caracas.
Jugó 21 partidos con la Selección de fútbol de Venezuela entre 1981 y 1985, incluidas las participaciones en la Copa América 1983 y Copa América 1987. También compitió en los Juegos Olímpicos de 1980 celebrados en Moscú.

## Participaciones en Juegos Olímpicos
| Torneo                   | Sede  | Resultado    |
| ------------------------ | ----- | ------------ |
| Juegos Olímpicos de 1980 | Moscú | Primera fase |

- Datos: Q9049187